# Asafpsalm
Ein Asafpsalm (auch Asaphpsalm) ist einer von 12 Psalmen aus dem biblischen Buch der Psalmen, der in seiner Überschrift auf den Leviten Asaf, einem Gesangsmeister Davids, verweist. Dies sind die Psalmen 50 und 73–83. Neben den Davidpsalmen und den Korachpsalmen sind sie eine wichtige Gruppe innerhalb des Psalters mit formalen und inhaltlichen Charakteristika. Sie zeigen einen geschichtstheologischen Fokus.
Die Angabe lautet im Hebräischen לְאָסָף lә’āsāp̄, deutsch ‚zugehörig Asaf‘, in der Septuaginta τῷ Ασαφ tō Asaph, deutsch ‚dem Asaf‘. Die redaktionsgeschichtliche Forschung stuft die Psalmenüberschriften als sekundär ein. Durch sie werden inhaltlich und formal verwandte Psalmen zusammengeordnet, nicht jedoch historische Autoren benannt. Jedoch ist möglich, dass es sich bei Asaf, wie auch bei Korach, um einen prominenten Psalmenkomponisten handelte, nach dem sich später bestimmte Sänger- und Musikerschulen benannten. Diesen wurden die Psalmen zugeordnet, ohne dabei eine Autorenschaft zu meinen.
Den Asafpsalmen nahestehend sind das Moselied (Ex 15 ) und der Mosepsalm (Dtn 32 ).

## Sammlung und Gliederung

### Umfang
Die zwölf Asafpsalmen haben folgende Präskripte:
- Psalm 50: „Ein Psalm Asafs.“ (Ps 50,1 EU)
- Psalm 73: „Ein Psalm Asafs.“ (Ps 73,1 EU)
- Psalm 74: „Ein Weisheitslied Asafs.“ (Ps 74,1 EU)
- Psalm 75: „Für den Chormeister. Nach der Weise Zerstöre nicht! Ein Psalm Asafs. Ein Lied.“ (Ps 75,1 EU)
- Psalm 76: „Für den Chormeister. Mit Saitenspiel. Ein Psalm Asafs. Ein Lied.“ (Ps 76,1 EU)
- Psalm 77: „Für den Chormeister. Nach Jedutun. Ein Psalm Asafs.“ (Ps 77,1 EU)
- Psalm 78: „Ein Weisheitslied Asafs.“ (Ps 78,1 EU)
- Psalm 79: „Ein Psalm Asafs.“ (Ps 79,1 EU)
- Psalm 80: „Für den Chormeister. Nach der Weise Lilien. Ein Zeugnis. Ein Psalm Asafs.“ (Ps 80,1 EU)
- Psalm 81: „Für den Chormeister. Nach dem Kelterlied. Von Asaf.“ (Ps 81,1 EU)
- Psalm 82: „Ein Psalm Asafs.“ (Ps 82,1 EU)
- Psalm 83: „Ein Lied. Ein Psalm Asafs.“ (Ps 83,1 EU)

Einige Handschriften erwähnen Asaf außerdem in Ps 108,1 .

### Gliederung
Dass Ps 50 dem Rest des Asafpsalters vorausgeht, liegt vermutlich darin begründet, dass die Redaktoren ihn dem inhaltlich verwandten Ps 51 zuordnen wollten.
Die Zuordnung von Ps 73 zu den Asafpsalmen ist umstritten.
Psalm 50 fällt in das II. Psalmenbuch zwischen Korach- und Davidpsalmen. Psalm 73 markiert den Beginn des III. Psalmenbuches. Der gesamte Asafpsalter gehört zum sogenannten Elohistischen Psalter (Psalm 42–83). Innerhalb des Gesamtpsalters stellen die Asafpsalmen einen Teil einer konzentrischen Anordnung dar:
| Korachpsalmen | Asafpsalm | Davidpsalmen | Asafpsalmen | Korachpsalmen |
| ------------- | --------- | ------------ | ----------- | ------------- |
| Ps 42–49      | Ps 50     | Ps 51–72     | 73–83       | 84–89         |
| A             | B         | C            | B           | A             |

Die Psalmen 73–83 zeigen eine sorgfältige Komposition:
| Komposition      | Asafpsalmen 73–77 | Asafpsalmen 78–83 |
| ---------------- | ----------------- | ----------------- |
| „Lehre“          | 73                | 78                |
| Klage            | 74 (wir)          | 79–80             |
| Antwort (Gottes) | 75–76             | 81–82             |
| Klage            | 77 (ich)          | 83 (ich)          |

### Form und Sprache
In den Asafpsalmen zeigen sich linguistische und poetologische Techniken sowie eine profilierte Dichtkunst. So ist davon auszugehen, dass hinter der Sammlung ein hochqualifizierter Kreis von Dichter-Theologen stand.
Psalm 73–83 wurden absichtsvoll arrangiert. Bei Ps 78, dem umfangreichsten Asafpsalm und zweitlängsten Psalm im Psalter, handelt es sich vermutlich um den „asafitischen Zentralpsalm“, der eine hermeneutische bzw. theologische Mitte innerhalb des asafitischen Psalters und möglicherweise des ganzen Psalters darstellt.

## Entstehungszeit und -ort
Die Herkunft der Asafpsalmen in nicht eindeutig klärbar.
Innerhalb des Psalters fand der Asafitische Psalter im 5. Jahrhundert seinen Platz innerhalb der David-Asaf-Komposition (50–83) und des Elohistischen Psalters.
Es ist davon auszugehen, dass die Asafpsalmen weder in Jerusalem noch Juda entstanden, vielmehr zeigt sich ein ephraimitischer Horizont. Lediglich Ps 76 deutet auf Juda bzw. Jerusalem hin. Sie entstanden nördlich von Jerusalem, ein genauer Ort lässt sich nicht lokalisieren. Ein Zusammenhang mit Bet-El erscheint wahrscheinlich. Ihre Merkmale, Topoi und Motive entstanden vermutlich in exilischer Zeit und in gewissem Abstand zum Zionheiligtum.
Die Texte wurden tiefgreifend überarbeitet. Dies deutet darauf hin, dass den späteren Benutzern der Umgang mit den nördlich-exilischen Texten schwerfiel.

## Theologisches Profil
In den Asafpsalmen tritt ein breites theologisches Spektrum zutage.
Es zeigt sich eine starke Geschichtstheologie. Die Sammlung zieht einen Geschichtsbogen vom Exodus über das Exil bis zum eschatologischen Gericht. Das Exil wird insbesondere durch die Klage über die Zerstörung des Tempels und Jerusalems, die Verwüstung des Landes und den Hohn der Nachbarvölker behandelt. Die von JHWH als Schöpfergott gesetzte universale Weltordnung wird das Gericht schließlich durchsetzen. Darin zeigt sich ein neues Bewusstsein, dass die eigene Identität von der Vergangenheit her bestimmt ist. Diese Erinnerung ist von großer Bedeutung. Sie geschieht durch die Aufnahme älterer Texte, zumeist vorexilische Überlieferungen, deren Ursprünge im Nordreich vermutet werden. Auch Jerusalemer Anliegen und Theologie werden greifbar.
Bei der Aufnahme des Zions handelt es sich vermutlich um sekundäre Ergänzungen.
Der Gedanke Gottes als Richter wird starkgemacht. Dies geschieht als Verarbeitung des vergangenen Gerichtshandelns Gottes und als warnende, oft mit prophetischer Rede verbundene Gerichtsankündigung. Außerdem tritt eine spezifische Theologie des „Namens“ Gottes hervor. Sie zeigt sich in der Häufigkeit von Gottes-Namen und -Bezeichnungen.
Auch das Hirte-Herde-Motiv wird prägnant verwendet. Es zeigt den Gott-Volk-Zusammenhang. Einige Asafpsalmen deuten darauf hin, dass mit dem Gottesvolk lediglich das Zehnstämmereich Israel gemeint ist. Auffällig ist die häufige Verwendung von Josef und Ephraim.
Es ist von einem überindividuellen Herkunftssetting und Adressatenkreis auszugehen. Besonders häufig ist die Gattung „Klagelied des Volkes“ vertreten. Auch die Ich-Worte (Ps 73 und 77) weisen neben dem persönlichen Ergehen auf Repräsentanz und Paradigmatik. Die Gemeinde bringt ihr Anliegen vor oder empfängt göttliche Weisung für ihre Situation. Dass auch einzelne Beter zu Wort kommen, verweist auf die kommende Zeit, in der auch Einzelne und Laien öffentlich beten und ihre Probleme vortragen können.

## Verhältnis zu Esra-Nehemia/Chronik
Zwischen den Asafpsalmen und dem Korpus von Esra-Nehemia und den Chronikbüchern zeigen sich inhaltliche und gruppenspezifische Gemeinsamkeiten. Zur Erklärung finden sich in der Forschung zwei Basismodelle: Ein exilisch-nachexilisches („synchrones“) Verstehensparadigma und ein vorexilisch-nachexilisches („diachrones“) Verstehensparadigma.
Das exilisch-nachexilisches Verstehensparadigma streicht die Ähnlichkeiten und zeichnet ein nachexilisches Gesamtbild ein. Hervorgehoben werden die Gemeinsamkeiten, v. a. der nationale Horizont, die kultischen Bezüge, prophetische und schriftaktualisierende Aspekte und die Verbindung von musikalisch vorgetragener Psalmdichtung und Theologie. In den „Volksklagepsalmen“ wird die Verarbeitung der Zerstörung Jerusalems und des Tempels gesehen. Sie werden exilisch-frühnachexilisch angesetzt. Die übrigen Asafpsalmen werden deuteronomistischen und chronistischen Traditionslinien zugeordnet und funktional mit nachexilischer Kultprophetie bzw. weisheitlich-reflektierender Rollendichtung verbunden.
Das vorexilisch-nachexilisches Verstehensparadigma stellt die Differenzen in den Vordergrund, die den Ausschlag für die zeitlich verschiedenen Kontexte geben. Insbesondere treten die formkritischen und atmosphärischen Unterschiede hervor – die Asafpsalmen mit Klage und Gerichtsansagen und die chronistischen Asafiten mit durchgängigem Lobpreis. Diesem Modell liegt ein dreistufiges Zeit- und Geschehensraster zugrunde:
1. ~ 700 v. Chr. lag in Jerusalem eine bedeutende Zahl der Asafpsalmen vor, bestehend aus prophetischen Gerichtspsalmen und Volksklagepsalmen. Diese Traditionen wurden mit solchen aus Jerusalem verbunden. Die Trägerkreise hatten während Hiskias Regentschaft wohl eine bedeutende Stellung inne und sind vermutlich auch mit der Sammlung, Überlieferung und Edierung weiterer Stoffe in Verbindung zu bringen. Möglicherweise wurde bereits vorexilisch eine erste Anordnung der bereits vorliegenden Asafpsalmen festgelegt und damit eine theologische bzw. liturgische Programmatik eingeschrieben.[8]
2. Die Analogie des Falles von Juda mit dem Fall von Israel führte zu einer Neuverwendung und Aktualisierung der vorliegenden Asafpsalmen, der Fortschreibung der Gruppe und damit zur Herausbildung des Asafpsalters in frühnachexilischer Zeit. Dass die Asafiten nach dem Exil so früh und so markant auftraten, liegt in ihrer Herkunft sowie der besonderen Kompetenz der theologischen Verarbeitung der Exilskatastrophen begründet.[8]
3. Zur Zeit des zweiten Tempels war die Bildung des asaphitischen Kleinpsalters praktisch abgeschlossen und in größere Zusammenhänge eingefügt. Die Asafiten blieben über längere Zeit eine bestimmende Gruppe, die wohl Einfluss auf die Psalterredaktion und Abfassung der Chronikbücher nahm. In frühnachexilischer Zeit waren sie allein verantwortlich für die Tempelmusik, erst später teilten sie diese Aufgabe mit anderen Gilden.